# Belize Olympic and Commonwealth Games Association
Die Belize Olympic and Commonwealth Games Association, früher: British Honduras Olympic and Commonwealth Games Association (IOC code: BIZ) ist das Nationale Olympische Komitee und die Commonwealth Games Association von Belize und verantwortlich für die Vertretung des Landes sowohl bei den Olympischen Spielen als auch bei den Commonwealth Games.

## Geschichte
Das Komitee wurde 1967 in Britisch Honduras gegründet und im selben Jahr von der Commonwealth Games Federation anerkannt, welche zuvor mit der British Honduras Amateur Athletic Association (heute: Belize Athletic Association) verbunden war. Im folgenden Jahr wurde es dann vom Internationalen Olympischen Komitee anerkannt. 1973 wurde der Name angepasst zu „Belize Olympic and Commonwealth Games Association“.
Die jüngsten Wahlen des Verbands fanden am 18. Februar 2017 statt. Hilberto Martinez und Allan Sharp übernahmen die Ämter als Präsident bzw. Generalsekretär.

## Aktivitäten
Der Verband ist in erster Linie für die Finanzierung des Trainings und der Reisen der Athleten zu Sportwettkämpfen verantwortlich. Im Jahr 2022 gab der Verband den Bau des Olympischen Hauses in Auftrag, welches den angeschlossenen Sportverbänden und Athleten unter anderem Büro- und Trainingsräume bieten soll.

### Zugehörige Verbände
| Organisation                                 | Präsident            |
| -------------------------------------------- | -------------------- |
| Belize Athletic Association                  | Deon Sutherland      |
| Belize Basketball Federation                 | Paul Thompson        |
| Belize Body Building & Fitness Federation    | Mirna Paul-Greenidge |
| Belize Boxing Federation                     | Moses Sulph          |
| Belize Canoe Association                     | Pamela Bradley       |
| Cycling Federation of Belize                 | Orson Butler         |
| Belize National Fencing Association          | Owen Meighan         |
| Football Federation of Belize                | Sergio Chuc          |
| Judo Belize Federation                       | Franz Menzies        |
| Belize Karate Federation                     | Herman Pastor Jr.    |
| Belize Sailing Association                   | Sharon Hardwick      |
| Belize Softball Federation                   | Jude Lizama          |
| Belize Table Tennis Association              | Arturo Vasquez       |
| Belize Tennis Association                    | Edward Musa          |
| Belize National Triathlon Association        | Giovanni Alamilla    |
| Belize Volleyball Association                | Allan Sharp          |
| Rugby Belize                                 | Tony Gillings        |
| Belize Sport Shooters Federation (aufgelöst) | –                    |

## Kontroversen
Der Verband, der als „möglicherweise der wichtigste Sportverband in Belize“ gilt, wurde dafür kritisiert, dass er „jede Norm demokratischer Führung“ missachtet. Sein zweiter Präsident, Ned Pitts, war „42 Jahre lang im Amt und musste sich seit Jahrzehnten keiner offenen Wahl stellen.“ Im Jahr 2013 wurde behauptet, dass „sich niemand mehr genau erinnern kann, wann die letzte Wahl stattgefunden hat.“ Wahlen haben am 1. Juli 1977, am 16. Februar 2013 und am 18. Februar 2017 stattgefunden.